# Otto Ulmgren
Per Otto Ulmgren, född 12 december 1844 i Örebro församling, Örebro län, död 17 februari 1932 i Jakobs församling, Stockholms stad, var en svensk läkare och tandläkare.

## Biografi
Ulmgren blev medicine licentiat vid Karolinska institutet 1874, medicine doktor i Uppsala 1877, studerade odontologi i Wien 1875–1876 och var från 1877 praktiserande tandläkare i Stockholm samt 1885–1907 hovtandläkare. Han var föreståndare och förste lärare vid tandpolikliniken i Stockholm 1885–1897 och lärare i tandkirurgi vid Tandläkarinstitutet i Stockholm 1898–1911.
Ulmgren var den förste svenske legitimerade läkare, som speciellt ägnade sig åt odontologin. Han fick mycket stor betydelse för tandläkarutbildningen i Sverige såväl därigenom, att han var en av dess grundläggare, som genom sin lärarverksamhet och sitt författarskap (ett 50-tal uppsatser i odontologiska tidskrifter). Åren 1902–1905 och 1913–1918 redigerade han "Odontologisk tidskrift". Han skrev även artiklar för Nordisk familjebok. Han var hedersledamot i Svenska Tandläkarsällskapet samt i de danska och norska tandläkarföreningarna.
Ulmgren är gravsatt i Gustav Vasa kyrkas kolumbarium i Stockholm.

## Utmärkelser
- Konung Oscar II:s jubileumsminnestecken, 1897.[4]
- Kommendör av andra klassen av Vasaorden, 27 oktober 1923.[5]
- Riddare av första klassen av Vasaorden, 1892.[6]
- Riddare av Nordstjärneorden, 1903.[7]